# Cheilopallene hirta
Cheilopallene hirta is een zeespin uit de familie Callipallenidae. De soort behoort tot het geslacht Cheilopallene. Cheilopallene hirta werd in 1988 voor het eerst wetenschappelijk beschreven door Child. 